# European Le Mans Series 2020
Navigation
Édition précédente Édition suivante
L'European Le Mans Series 2020 (ELMS) est la dix-septième saison du championnat européen d'endurance. L'édition 2020 se déroule du 19 juillet au 1er novembre. Les cinq manches ont une durée de 4 heures

## Engagés

### LMP2
Toutes les voitures utilisent un moteur Gibson GK428 4.2 L V8 atmosphérique.
| No.  | Pays                   | Équipe                    | Voiture        | Pneu | Pilotes                                                                                              | Pilotes                                                                                              | Pilotes                                                                                              |
| No.  | Pays                   | Équipe                    | Voiture        | Pneu | Les chiffres entre parenthèses sont la ou les manches auxquelles le pilote ou l'écurie sont inscrits | Les chiffres entre parenthèses sont la ou les manches auxquelles le pilote ou l'écurie sont inscrits | Les chiffres entre parenthèses sont la ou les manches auxquelles le pilote ou l'écurie sont inscrits |
| LMP2 | LMP2                   | LMP2                      | LMP2           | LMP2 | LMP2                                                                                                 | LMP2                                                                                                 | LMP2                                                                                                 |
| ---- | ---------------------- | ------------------------- | -------------- | ---- | --- | --- | --- |
| 20   |                        | High Class Racing         | Oreca 07       | M    | Dennis Andersen (Toutes)                                                                             | Anders Fjordbach (Toutes)                                                                            | |
| 21   |                        | DragonSpeed               | Oreca 07       | M    | Ryan Cullen (1-2)                                                                                    | Ben Hanley (1-3)                                                                                     | Memo Rojas (1-3)                                                                                     |
| 21   | Timothé Buret (3)      | DragonSpeed               | Oreca 07       | M    | | | |
| 22   |                        | United Autosports         | Oreca 07       | M    | Filipe Albuquerque (Toutes)                                                                          | Phil Hanson (Toutes)                                                                                 | |
| 24   |                        | Algarve Pro Racing        | Oreca 07       | G    | Loic Duval (1-3, 5)                                                                                  | Henning Enqvist (Toutes)                                                                             | Jon Lancaster (Toutes)                                                                               |
| 24   | Arjun Maini (4)        | Algarve Pro Racing        | Oreca 07       | G    | | | |
| 25   | Gabriel Aubry (Toutes) | Algarve Pro Racing        | Oreca 07       | G    | John Falb (Toutes)                                                                                   | Simon Trummer (1-4)                                                                                  | |
| 25   | Arjun Maini (5)        | Algarve Pro Racing        | Oreca 07       | G    | | | |
| 26   |                        | G-Drive Racing            | Oreca 07       | M    | Mikkel Jensen (Toutes)                                                                               | Roman Rusinov (Toutes)                                                                               | Nyck de Vries (1, 4–5)                                                                               |
| 26   | Jean-Éric Vergne (3)   | G-Drive Racing            | Oreca 07       | M    | | | |
| 26   |                        | DragonSpeed USA           | Oreca 07       | M    | Ben Hanley (4)                                                                                       | Henrik Hedman (4)                                                                                    | Charles Milesi (4)                                                                                   |
| 28   |                        | IDEC Sport Racing         | Oreca 07       | M    | Richard Bradley (Toutes)                                                                             | Paul-Loup Chatin (1–3, 5)                                                                            | Paul Lafargue (Toutes)                                                                               |
| 28   | Nicolas Minassian (4)  | IDEC Sport Racing         | Oreca 07       | M    | | | |
| 30   |                        | Duqueine Team             | Oreca 07       | M    | Tristan Gommendy (Toutes)                                                                            | Jonathan Hirschi (Toutes)                                                                            | Konstantin Tereshchenko (Toutes)                                                                     |
| 31   |                        | Panis Racing              | Oreca 07       | G    | Julien Canal (Toutes)                                                                                | Nico Jamin (Toutes)                                                                                  | Will Stevens (Toutes)                                                                                |
| 32   |                        | United Autosports         | Oreca 07       | M    | Alex Brundle (Toutes)                                                                                | Will Owen (Toutes)                                                                                   | Job van Uitert (Toutes)                                                                              |
| 34   |                        | Inter Europol Competition | Ligier JS P217 | M    | René Binder (Toutes)                                                                                 | Matevos Isaakyan (1-4)                                                                               | Jakub Śmiechowski (Toutes)                                                                           |
| 35   |                        | BHK Motorsport            | Oreca 07       | M    | Sergio Campana (Toutes)                                                                              | Francesco Dracone (Toutes)                                                                           | |
| 37   |                        | Cool Racing               | Oreca 07       | M    | Antonin Borga (Toutes)                                                                               | Alexandre Coigny (Toutes)                                                                            | Nicolas Lapierre (Toutes)                                                                            |
| 38   |                        | Jota                      | Oreca 07       | G    | Anthony Davidson (2)                                                                                 | Jake Dennis (2)                                                                                      | Roberto González (2)                                                                                 |
| 39   |                        | Graff                     | Oreca 07       | M    | James Allen (Toutes)                                                                                 | Alexandre Cougnaud (Toutes)                                                                          | Thomas Laurent (Toutes)                                                                              |
| 50   |                        | Richard Mille Racing Team | Oreca 07       | M    | Tatiana Calderón (1–2, 4–5)                                                                          | André Negrão (1-2)                                                                                   | Beitske Visser (2–5 )                                                                                |
| 50   | Sophia Flörsch (3-5)   | Richard Mille Racing Team | Oreca 07       | M    | | | |

### LMP3
Toutes les voitures ont un moteur Nissan VK56 5,6 l V8 Atmo et sont chaussées de pneumatiques Michelin.
| No.  | Pays                  | Équipe                    | Voiture            | Pilotes                                                                                              | Pilotes                                                                                              | Pilotes                                                                                              |
| No.  | Pays                  | Équipe                    | Voiture            | Les chiffres entre parenthèses sont la ou les manches auxquelles le pilote ou l'écurie sont inscrits | Les chiffres entre parenthèses sont la ou les manches auxquelles le pilote ou l'écurie sont inscrits | Les chiffres entre parenthèses sont la ou les manches auxquelles le pilote ou l'écurie sont inscrits |
| LMP3 | LMP3                  | LMP3                      | LMP3               | LMP3                                                                                                 | LMP3                                                                                                 | LMP3                                                                                                 |
| ---- | --------------------- | ------------------------- | ------------------ | --- | --- | --- |
| 2    |                       | United Autosports         | Ligier JS P320     | Wayne Boyd (Toutes)                                                                                  | Tom Gamble (Toutes)                                                                                  | Robert Wheldon (Toutes)                                                                              |
| 3    |                       | United Autosports         | Ligier JS P320     | Andrew Bentley (Toutes)                                                                              | James McGuire (1-2, 5)                                                                               | Duncan Tappy (Toutes)                                                                                |
| 4    |                       | DKR Engineering           | Duqueine M30 - D08 | Laurents Hörr (Toutes)                                                                               | François Kirmann (Toutes)                                                                            | Wolfgang Triller (Toutes)                                                                            |
| 5    |                       | Graff                     | Duqueine M30 - D08 | Sébastien Page (Toutes)                                                                              | Luis Sanjuan (Toutes)                                                                                | Eric Trouillet (Toutes)                                                                              |
| 7    |                       | Nielsen Racing            | Duqueine M30 - D08 | Colin Noble (Toutes)                                                                                 | Tony Wells (Toutes)                                                                                  | |
| 8    |                       | Realteam Racing           | Ligier JS P320     | David Droux (Toutes)                                                                                 | Esteban Garcia (1-4)                                                                                 | Julien Gerbi (5)                                                                                     |
| 9    |                       | Graff                     | Ligier JS P320     | Vincent Capillaire (Toutes)                                                                          | Arnold Robin (Toutes)                                                                                | Maxime Robin (de) (Toutes)                                                                           |
| 10   |                       | Nielsen Racing            | Duqueine M30 - D08 | Charles Crews (Toutes)                                                                               | Garett Grist (Toutes)                                                                                | Rob Hodes (Toutes)                                                                                   |
| 11   |                       | EuroInternational         | Ligier JS P320     | Thomas Erdos (1-2)                                                                                   | Niko Kari (Toutes)                                                                                   | Andreas Laskaratos (2)                                                                               |
| 11   | Jacopo Baratto (3-5)  | EuroInternational         | Ligier JS P320     | Nicolas Maulini (3-5)                                                                                | | |
| 13   |                       | Inter Europol Competition | Ligier JS P320     | Martin Hippe (Toutes)                                                                                | Nigel Moore (1-3)                                                                                    | Dino Lunardi (4-5)                                                                                   |
| 15   |                       | RLR Msport                | Ligier JS P320     | James Dayson (Toutes)                                                                                | Ryan Harper-Ellam (1)                                                                                | Malthe Jakobsen (Toutes)                                                                             |
| 15   | Robert Megennis (2-3) | RLR Msport                | Ligier JS P320     | Gustas Grinbergas (4)                                                                                | Lorenzo Veglia (5)                                                                                   | |
| 16   |                       | BHK Motorsport            | Ligier JS P320     | Jacopo Baratto (1-2)                                                                                 | Andrea Fontana (1-2)                                                                                 | Lorenzo Veglia (1-4)                                                                                 |
| 16   | Nick Adcock (3)       | BHK Motorsport            | Ligier JS P320     | Gustas Grinbergas (3)                                                                                | Tom Cloet (4-5)                                                                                      | |
| 16   | Philippe Paillot (4)  | BHK Motorsport            | Ligier JS P320     | Julius Adomavičius (5)                                                                               | Alex Fontana (5)                                                                                     | |

Malgré la volonté de l'écurie francaise M.Racing de concourrir de nouveau dans le championnat European Le Mans Series 2020, l'écurie n'est pas arrivée a ses fins.
L'écurie britannique 360 Racing, malgré l'annonce de son future équipage, ne participea pas non plus au championnat.
L'Oregon Team, qui avait participé aux European Le Mans Series 2019 a quant à lui décidé de quitter le LMP3 pour un nouveau challenge.

### LMGTE
Toutes les voitures sont chaussées de pneumatiques Goodyear.
| No.   | Pays                   | Équipe              | Voiture                  | Pilotes                                                                                              | Pilotes                                                                                              | Pilotes                                                                                              |
| No.   | Pays                   | Équipe              | Voiture                  | Les chiffres entre parenthèses sont la ou les manches auxquelles le pilote ou l'écurie sont inscrits | Les chiffres entre parenthèses sont la ou les manches auxquelles le pilote ou l'écurie sont inscrits | Les chiffres entre parenthèses sont la ou les manches auxquelles le pilote ou l'écurie sont inscrits |
| LMGTE | LMGTE                  | LMGTE               | LMGTE                    | LMGTE                                                                                                | LMGTE                                                                                                | LMGTE                                                                                                |
| ----- | ---------------------- | ------------------- | ------------------------ | --- | --- | --- |
| 51    |                        | AF Corse            | Ferrari 488 GTE Evo      | Steffen Görig (de) (1–3, 5)                                                                          | Christoph Ulrich (1–3, 5)                                                                            | Alexander West (de) (1-2)                                                                            |
| 51    | Daniel Serra (3-5)     | AF Corse            | Ferrari 488 GTE Evo      | | | |
| 54    |                        | AF Corse            | Ferrari 488 GTE Evo      | Francesco Castellacci (2)                                                                            | Thomas Flohr (2)                                                                                     | |
| 55    |                        | Spirit of Race      | Ferrari 488 GTE Evo      | Duncan Cameron (Toutes)                                                                              | Matt Griffin (Toutes)                                                                                | Aaron Scott (Toutes)                                                                                 |
| 60    |                        | Iron Lynx           | Ferrari 488 GTE Evo,     | Sergio Pianezzola (de) (Toutes)                                                                      | Andrea Piccini (1-2)                                                                                 | Claudio Schiavoni (1-2, 4-5)                                                                         |
| 60    | Rino Mastronardi (3-5) | Iron Lynx           | Ferrari 488 GTE Evo,     | Nicklas Nielsen (3-5)                                                                                | | |
| 62    |                        | Red River Sport     | Ferrari 488 GTE Evo      | Bonamy Grimes (2)                                                                                    | Charles Hollings (2)                                                                                 | Johnny Mowlem (2)                                                                                    |
| 66    |                        | JMW Motorsport      | Ferrari 488 GTE Evo      | Hunter Abbott (en) (1)                                                                               | Jody Fannin (1)                                                                                      | Finlay Hutchison (Toutes)                                                                            |
| 66    | Gunnar Jeannette (2-5) | JMW Motorsport      | Ferrari 488 GTE Evo      | Rodrigo Sales (2-5)                                                                                  | | |
| 74    |                        | Kessel Racing       | Ferrari 488 GTE Evo      | Michał Broniszewski (Toutes)                                                                         | Nicola Cadei (1, 4-5)                                                                                | David Perel (Toutes)                                                                                 |
| 74    | Marcos Gomes (2-3)     | Kessel Racing       | Ferrari 488 GTE Evo      | | | |
| 77    |                        | Proton Competition  | Porsche 911 RSR          | Michele Beretta (en) (Toutes)                                                                        | Alessio Picariello (Toutes)                                                                          | Christian Ried (Toutes)                                                                              |
| 83    |                        | Iron Lynx           | Ferrari 488 GTE Evo,     | Rahel Frey (1-3)                                                                                     | Michelle Gatting (1-3)                                                                               | Manuela Gostner (1-3)                                                                                |
| 86    |                        | Gulf Racing UK      | Porsche 911 RSR          | Ben Barker (5)                                                                                       | Michael Wainwright (5)                                                                               | Andrew Watson (en) (5)                                                                               |
| 88    |                        | AF Corse            | Ferrari 488 GTE Evo      | Emmanuel Collard (2, 5)                                                                              | Harrison Newey (2, 5)                                                                                | François Perrodo (2)                                                                                 |
| 88    | Alessio Rovera (5)     | AF Corse            | Ferrari 488 GTE Evo      | | | |
| 93    |                        | Proton Competition  | Porsche 911 RSR          | Michael Fassbender (Toutes)                                                                          | Felipe Laser (de) (Toutes)                                                                           | Richard Lietz (Toutes)                                                                               |
| 98    |                        | Aston Martin Racing | Aston Martin Vantage AMR | Paul Dalla Lana (1-2)                                                                                | Ross Gunn (1)                                                                                        | Mathias Lauda (1-2)                                                                                  |
| 98    | Augusto Farfus (2)     | Aston Martin Racing | Aston Martin Vantage AMR | | | |

La Ferrari 488 GTE Evo n°69 de l'écurie suisse Kessel Racing n'a pas participé aux 4 Heures du Castellet à la suite de son forfait une semaine avant la course.

## Calendrier[1]
Le 20 Septembre 2019, l'ACO à devoillé le calendirer de la saison 2020 de l'European Le Mans Series. L’unique changement de ce calendrier par rapport à la saison précédente de European Le Mans Series était l’inversion des dates pour les manches de Barcelone et du Castellet.
Le 13 mars 2020, face à la propagation mondiale du Covid-19, l'ACO a décidé de reporter les tests officiels, la manche d’ouverture de la saison 2020 de l’European Le Mans Series à Barcelone prévue les 4-5 Avril ainsi que les 4 Heures de Monza prévues les 9-10 mai.
Le 3 avril 2020, l'ACO a annoncé le nouveau calendrier de l’European Le Mans Series avec la suppression de la manche devant se dérouler à Silverstone. Le championnat 2020 commença donc au Castellet le 19 juillet 2019.
Le 6 août 2020, à la suite de la détérioration de la situation sanitaire en Espagne, l'ACO a annoncé que la manche originellement prévu sur le Circuit de Barcelone sera remplacée par une seconde manche sur le Circuit Paul Ricard.
| N° | Date       | Nom de la Course              | Durée    | Circuit                            | Lieu          | État, Pays |
| -- | ---------- | ----------------------------- | -------- | ---------------------------------- | ------------- | ---------- |
| 1  | 19 juillet | 4 Heures du Castellet         | 4 heures | Circuit Paul Ricard                | Le Castellet  | France     |
| 2  | 9 août     | 4 Heures de Spa-Francorchamps | 4 heures | Circuit de Spa-Francorchamps       | Francorchamps | Belgique   |
| 3  | 29 août    | Le Castellet 240              | 4 heures | Circuit Paul Ricard                | Le Castellet  | France     |
| 4  | 11 octobre | 4 Heures de Monza             | 4 heures | Circuit de Monza                   | Monza         | Italie     |
| 5  | 1 novembre | 4 Heures de Portimão          | 4 heures | Autódromo Internacional do Algarve | Portimão      | Portugal   |

## Résumé

### 4 Heures du Castellet

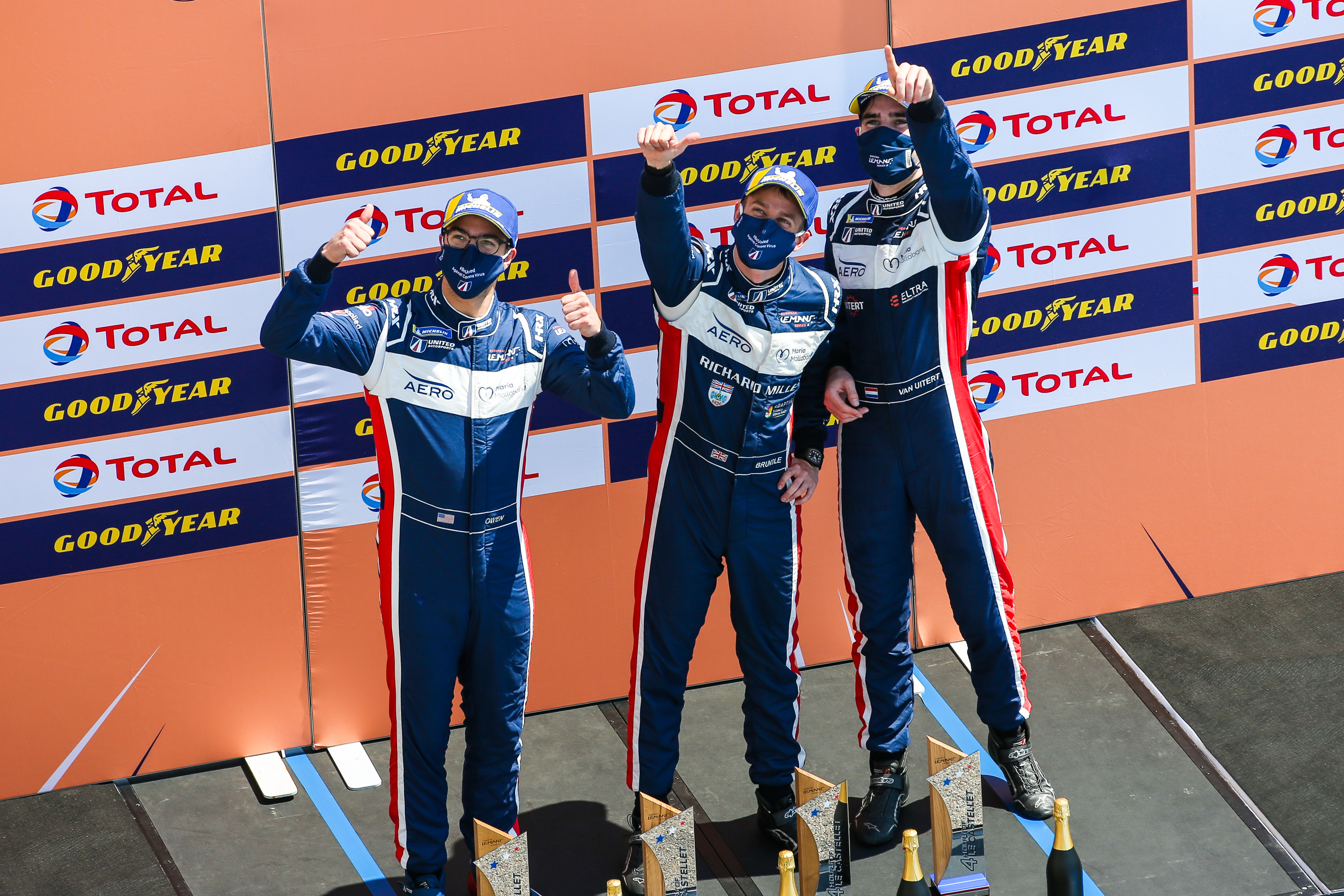
Podium des 4 Heures du Castellet 2020

La catégorie LMP2 et le classement général des 4 Heures du Castellet ont été remportés par l'Oreca 07 de l'écurie United Autosports et pilotée par Will Owen<, Alex Brundle et Job van Uitert.
La catégorie LMP3 a été remportée par la Ligier JS P320 de l'écurie United Autosports et pilotée par Wayne Boyd, Tom Gamble et Robert Wheldon.
La catégorie GTE a été remportée par la Porsche 911 RSR de l'écurie Proton Competition et pilotée par Christian Ried, Michele Beretta et Alessio Picariello.

#### Classement LMP2

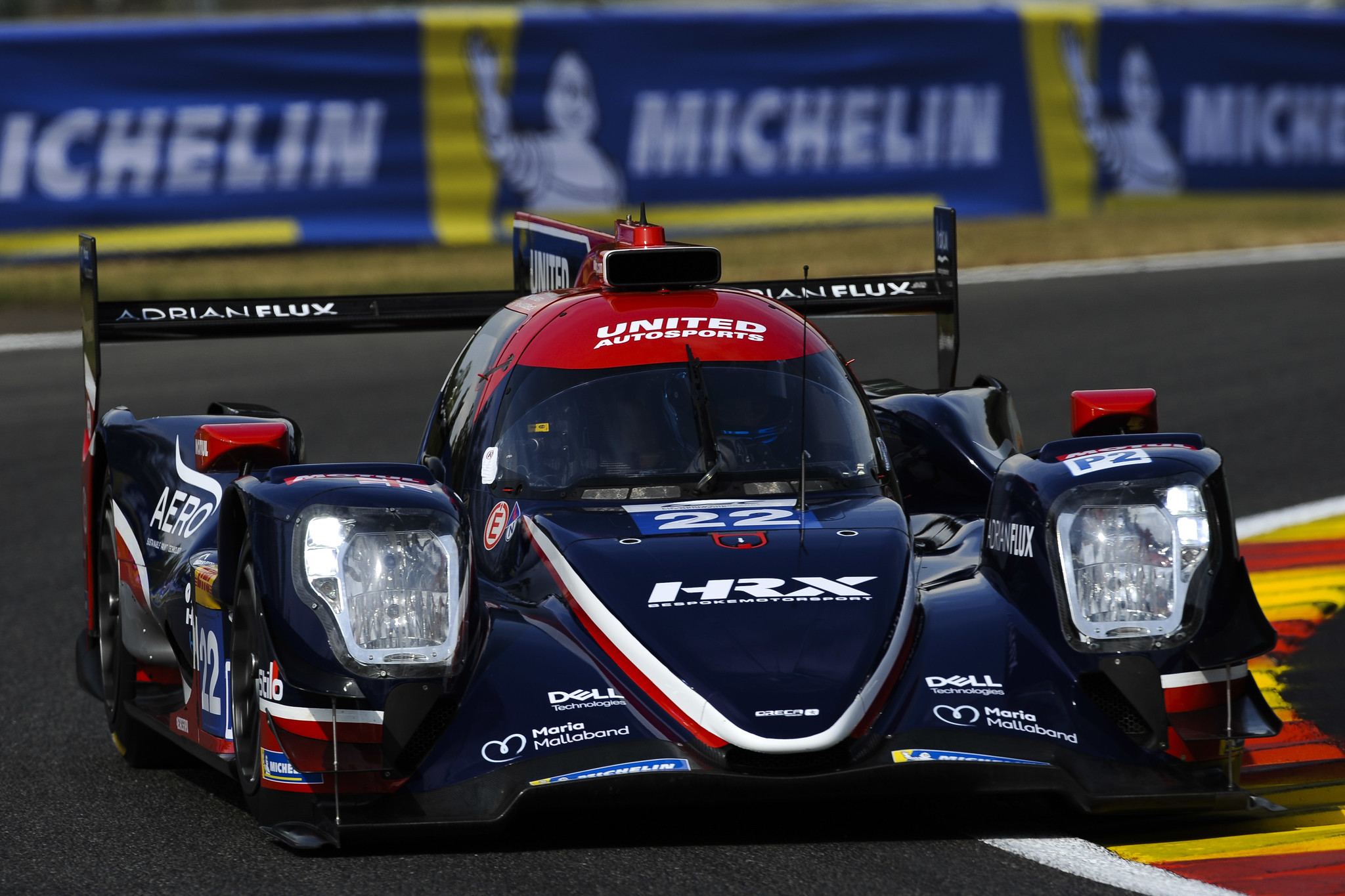
L'Oreca 07 no 22 de l'écurie britannique United Autosportsqui a remporté le titre European Le Mans Series dans la catégorie LMP2

### 4 Heures de Spa-Francorchamps

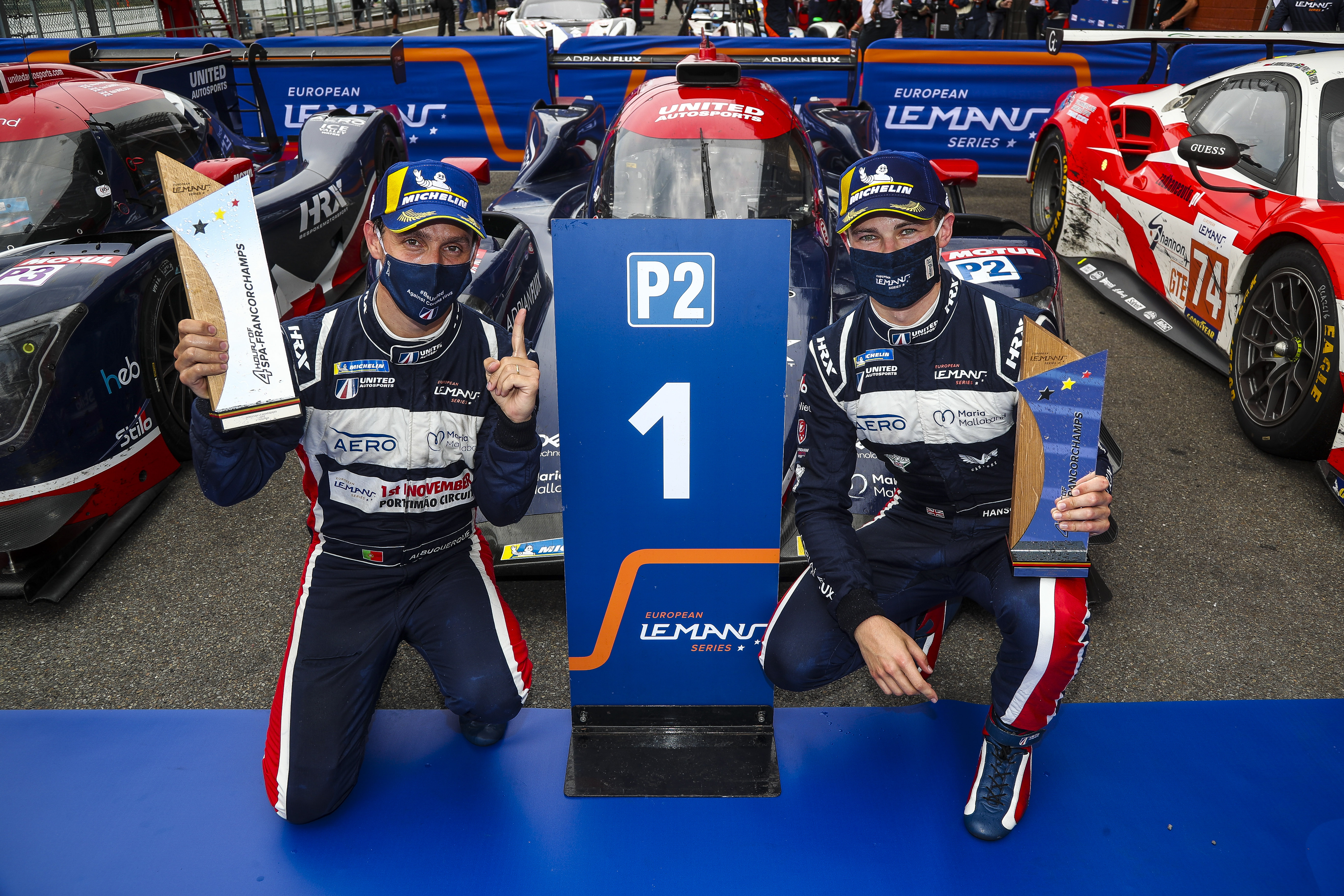
Les vainqueurs des 4 Heures de Spa-Francorchamps

La catégorie LMP2 et le classement général des 4 Heures de Spa-Francorchamps ont été remportés par l'Oreca 07 de l'écurie United Autosports et pilotée par Phil Hanson et Filipe Albuquerque.
La catégorie LMP3 a été remportée par la Ligier JS P320 de l'écurie United Autosports et pilotée par Wayne Boyd, Tom Gamble et Robert Wheldon.
La catégorie GTE a été remportée par la Ferrari 488 GTE Evo de l'écurie Kessel Racing et pilotée par Michał Broniszewski, David Perel et Marcos Gomes.

### Le Castellet 240

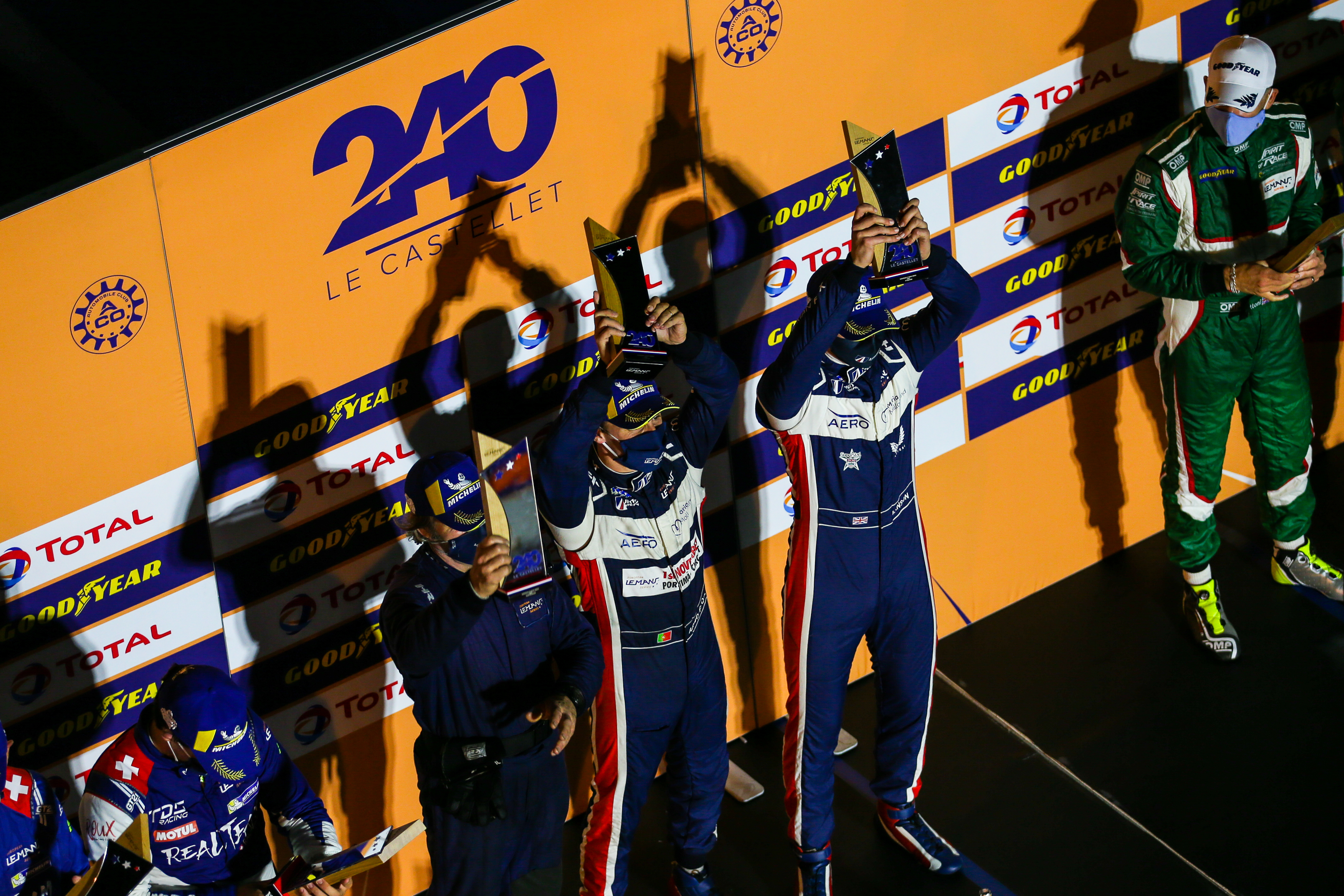
Les vainqueurs des Castellet 240

La catégorie LMP2 et le classement général du Castellet 240 ont été remportés par l'Oreca 07 de l'écurie United Autosports et pilotée par Phil Hanson et Filipe Albuquerque.
La catégorie LMP3 a été remportée par la Ligier JS P320 de l'écurie Realteam Racing et pilotée par Esteban Garcia et David Droux.
La catégorie GTE a été remportée par la Ferrari 488 GTE Evo de l'écurie Spirit of Race et pilotée par Duncan Cameron, Matt Griffin et Aaron Scott.

### 4 Heures de Monza

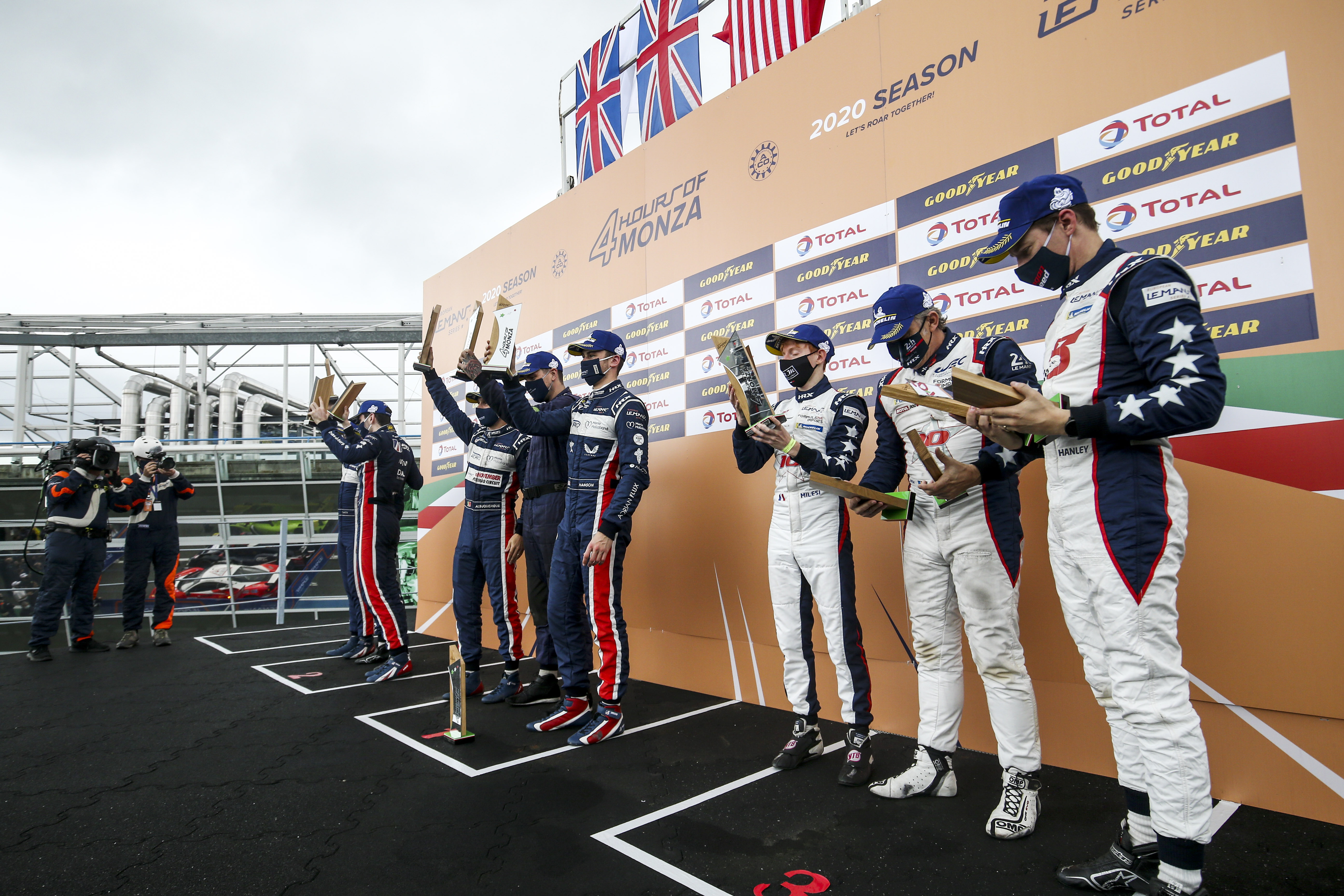
Le podium des 4 Heures de Monza

La catégorie LMP2 et le classement général des 4 heures de Monza ont été remportés par l'Oreca 07 de l'écurie United Autosports et pilotée par Phil Hanson et Filipe Albuquerque.
La catégorie LMP3 a été remportée par la Ligier JS P320 de l'écurie Inter Europol Competition et pilotée par Martin Hippe et Dino Lunardi.
La catégorie GTE a été remportée par la Ferrari 488 GTE Evo de l'écurie Kessel Racing et pilotée par Michał Broniszewski, David Perel et Nicola Cadei.

### 4 Heures de Portimão

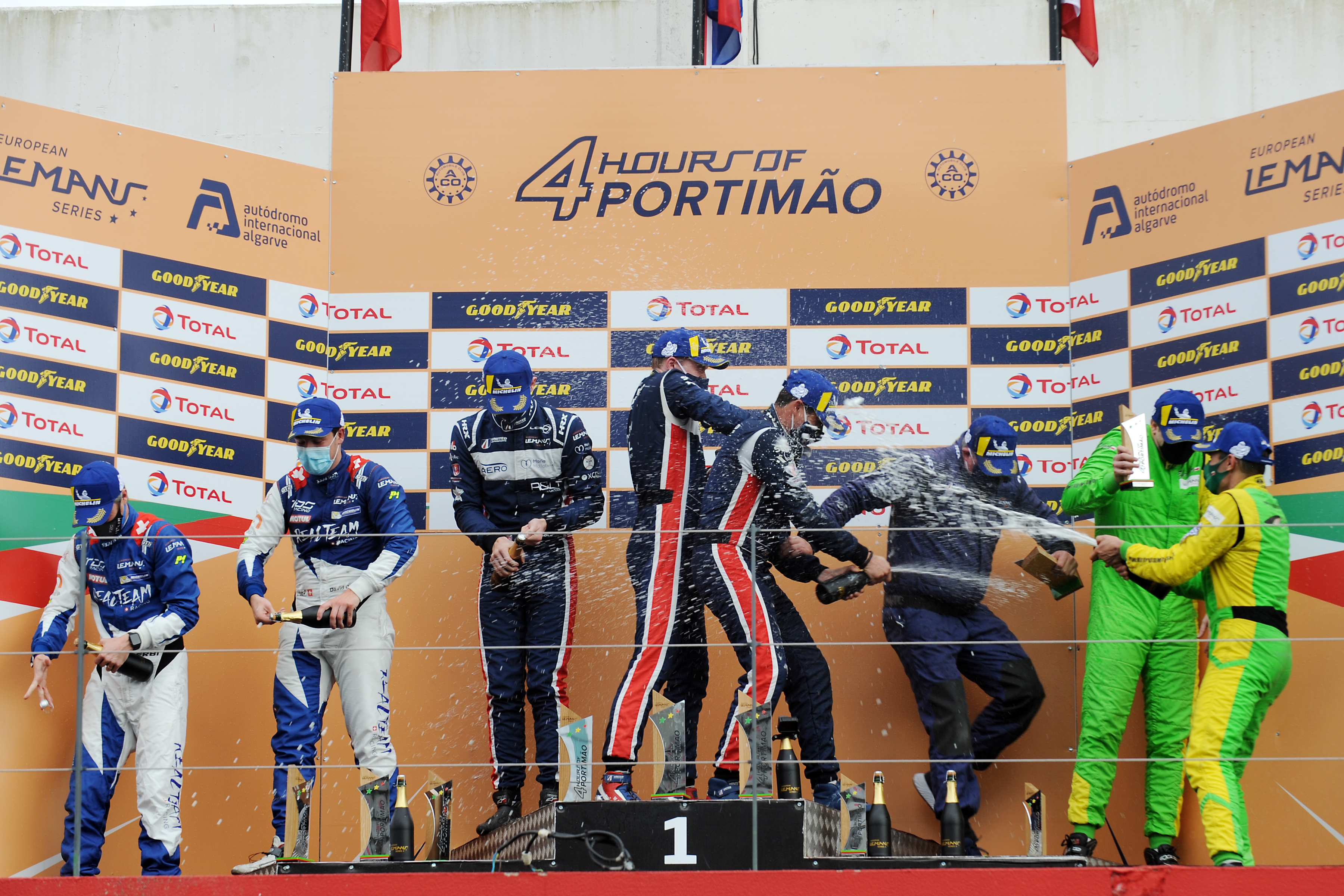
Le podium de la catégorie LMP3 des 4 Heures de Portimão

La catégorie LMP2 et le classement général des 4 Heures de Portimão ont été remportés par l'Oreca 07 de l'écurie G-Drive Racing et pilotée par Mikkel Jensen, Roman Rusinov et Nyck de Vries.
La catégorie LMP3 a été remportée par la Ligier JS P320 de l'écurie United Autosports et pilotée par Wayne Boyd, Tom Gamble et Robert Wheldon.
La catégorie GTE a été remportée par la Porsche 911 RSR de l'écurie Proton Competition et pilotée par Christian Ried, Michele Beretta et Alessio Picariello.

## Résultats
En gras le vainqueur de la course.
| no | Course                        | Équipe victorieuse LMP2                   | Équipe victorieuse LMP3              | Équipe victorieuse GTE                            | Résultats |
| no | Course                        | Pilotes victorieux LMP2                   | Pilotes victorieux LMP3              | Pilotes victorieux GTE                            | Résultats |
| -- | ----------------------------- | ----------------------------------------- | ------------------------------------ | ------------------------------------------------- | --------- |
| 1  | 4 Heures du Castellet         | United Autosports                         | United Autosports                    | Proton Competition                                | résultats |
| 1  | 4 Heures du Castellet         | Will Owen Alex Brundle Job van Uitert     | Wayne Boyd Tom Gamble Robert Wheldon | Christian Ried Michele Beretta Alessio Picariello | résultats |
| 2  | 4 Heures de Spa-Francorchamps | United Autosports                         | United Autosports                    | Kessel Racing                                     | résultats |
| 2  | 4 Heures de Spa-Francorchamps | Phil Hanson Filipe Albuquerque            | Wayne Boyd Tom Gamble Robert Wheldon | Michał Broniszewski David Perel Marcos Gomes      | résultats |
| 3  | Le Castellet 240              | United Autosports                         | Realteam Racing                      | Spirit of Race                                    | résultats |
| 3  | Le Castellet 240              | Phil Hanson Filipe Albuquerque            | Esteban Garcia David Droux           | Duncan Cameron Matt Griffin Aaron Scott           | résultats |
| 4  | 4 Heures de Monza             | United Autosports                         | Inter Europol Competition            | Kessel Racing                                     | résultats |
| 4  | 4 Heures de Monza             | Phil Hanson Filipe Albuquerque            | Martin Hippe Dino Lunardi            | Michał Broniszewski David Perel Nicola Cadei      | résultats |
| 5  | 4 Heures de Portimão          | G-Drive Racing                            | United Autosports                    | Proton Competition                                | résultats |
| 5  | 4 Heures de Portimão          | Mikkel Jensen Roman Rusinov Nyck de Vries | Wayne Boyd Tom Gamble Robert Wheldon | Christian Ried Michele Beretta Alessio Picariello | résultats |

## Classements

### Attribution des points
| Système des points | Système des points | Système des points | Système des points | Système des points | Système des points | Système des points | Système des points | Système des points | Système des points | Système des points | Système des points | Système des points |
| Position           | 1er                | 2e                 | 3e                 | 4e                 | 5e                 | 6e                 | 7e                 | 8e                 | 9e                 | 10e                | Au-delà            | Pole               |
| ------------------ | ------------------ | ------------------ | ------------------ | ------------------ | ------------------ | ------------------ | ------------------ | ------------------ | ------------------ | ------------------ | ------------------ | ------------------ |
| Points             | 25                 | 18                 | 15                 | 12                 | 10                 | 8                  | 6                  | 4                  | 2                  | 1                  | 0.5                | 1                  |